# Kyrkjebygda (Åseral)
Kyrkjebygda is een dorp in de gemeente Åseral in Agder in Noorwegen. Het is het enige dorp in de gemeente en huisvest onder meer het bestuur van de uitgestrekte plattelandsgemeente. De naam verwijst naar de kerk.